# The Twilight Saga: New Moon (banda sonora)
The Twilight Saga: New Moon – Original Motion Picture Soundtrack es la banda sonora de la película The Twilight Saga: New Moon  estrenada en cines el 20 de noviembre del 2009.

## Información
El álbum fue escogido por la supervisora de música Alexandra Patsavas, y fue lanzado el 20 de octubre de 2009, bajo el sello discográfico Chop Shop Records en conjunto con Atlantic Records.
Las canciones del álbum son todas originales y exclusivas para la banda sonora, y son interpretadas por varios artistas de música indie rock y rock alternativo. La banda Paramore, quien hizo dos canciones para la banda sonora de Crepúsculo, no contribuyeron en la banda sonora de The Twilight Saga: New Moon .
Chris Weitz, el director de The Twilight Saga: New Moon  declaró que la banda sonora presentaría canciones de Radiohead, Muse y Band of Skulls. Death Cab for Cutie contribuye a la banda sonora con el sencillo principal, una canción escrita específicamente para la película llamada Meet Me On the Equinox, la cual fue estrenada el 13 de septiembre de 2009 durante la gala de los premios MTV Video Music Awards.

## Lista de canciones
- Edición estándar

| The Twilight Saga: New Moon - Original Motion Picture Soundtrack |                           |                                                  |          |  |
| N.º                                                              | Título                    | Intérprete (s)                                   | Duración |  |
| 1.                                                               | «Meet me on the Equinox»  | Death Cab for Cutie                              |          |  |
| 2.                                                               | «Friends»                 | Band of Skulls                                   |          |  |
| 3.                                                               | «Hearing damage»          | Thom Yorke                                       |          |  |
| 4.                                                               | «Possibility»             | Lykke Li                                         |          |  |
| 5.                                                               | «A white demon love song» | The Killers                                      |          |  |
| 6.                                                               | «Satellite heart»         | Anya Marina                                      |          |  |
| 7.                                                               | «I belong to you»         | Muse                                             |          |  |
| 8.                                                               | «Roslyn»                  | Bon Iver y St. Vincent                           |          |  |
| 9.                                                               | «Done all wrong»          | Black Rebel Motorcycle Club                      |          |  |
| 10.                                                              | «Monsters»                | Hurricane Bells                                  |          |  |
| 11.                                                              | «The violet hour»         | Sea Wolf                                         |          |  |
| 12.                                                              | «Shooting the moon»       | Ok Go                                            |          |  |
| 13.                                                              | «Slow life»               | Grizzly Bear con Victoria Legrand de Beach House |          |  |
| 14.                                                              | «No sound but the wind»   | Editors                                          |          |  |
| 15.                                                              | «New Moon (The Meadow)»   | Alexandre Desplat                                |          |  |

| Bonustrack |                                                                                       |                     |          |  |
| N.º        | Título                                                                                | Intérprete (s)      | Duración |  |
| 16.        | «Sed» (Disponible en la versión española del disco)                                   | No Way Out          |          |  |
| 17.        | «Thunderclap» (Esta canción solo sale en la versión australiana del disco)            | Eskimo Joe          |          |  |
| 18.        | «Frente al Mar» (Solo sale en la versión hispanoamericana del disco)                  | Ximena Sariñana     |          |  |
| 19.        | «Solar Midnite» (Exclusivo iTunes)                                                    | Lupe Fiasco         |          |  |
| 20.        | «All I Believe In» (Exclusivo iTunes)                                                 | The Magic Numbers   |          |  |
| 21.        | «Die Fledermaus - Duettino: Ach, ich darf nicht hin zu dir» (Exclusivo iTunes)        | APM Orchestra       |          |  |
| 22.        | «Wandrers Nachtlied II, Op. 96, n.º 3, D.768» (iTunes exclusive, pre-orden solamente) | Ulf Bastlein        |          |  |
| 23.        | «Meet Me on the Equinox» (Video musical)(Exclusivo iTunes)                            | Death Cab for Cutie |          |  |

## Posiciones
- México Albums Top 100: 4[9]